# René la Cour Sell
René la Cour Sell, (født 5. december 1962 i København), er cand.scient.soc. i public relations fra Roskilde Universitet, Direktør for Roskilde Kongres- og Idrætscenter. Han er tillige Landsformand i Parkinsonforeningen. Fra 2008 til 2012 direktør i Danmarks Naturfredningsforening. Han har tidligere været direktør i Rådet for Større Færdselssikkerhed (2001-2007) og tidligere underdirektør og ansvarlig for kommunikation og markedsføring i Danske Bank, BG Bank og Girobank. Desuden har han været ekstern lektor i kommunikation og i erhvervsøkonomi ved Roskilde Universitet i perioden 2001-2010, ligesom han fra 1999-2004 var formand for Dansk Kommunikationsforening.
Fra april 2010 er han valgt til posten som formand for censorerne på de Erhvervsøkonomiske bachelor-, og Master- og Kandidatuddannelser samt HD. Genvalgt i 2014 og senest i 2018 genvalgt til yderligere fire år. I 2020 tog René initiativ til at stifte Censorforeningen, der varetager de 84 universitetscensorkorps interesser.
Efter René la Cour Sell i 2008 blev direktør for Danmarks Naturfredningsforening udtalte han, at landbruget gennem de senere år har været skyld i op til 400 lukninger af drikkevandsboringer. Udtalelserne blev kritiseret af landbruget, og organisationen Bæredygtigt Landbrug har i 2010 stævnet ham for injurier. René La Cour Sell stod dog ved sine udtalelser. Ved både byretten og ved landsretten fik René la Cour Sell ret og Bæredygtigt Landbrug blev dømt til at betale sagens omkostninger. René La Cour Sell fratrådte sin direktørstilling i Danmarks Naturfredningsforening i sommeren 2012. 
I 2012 etablerede René la Cour Sell Normativ Ledertræning A/S, der laver lederudvikling og ledertræning. Sideløbende hermed blev Karrierefinder A/S etableret. Karrierefinder hjælper en række kommuner, herunder Lejres, Odenses, Faxes, Odsherreds, Hørsholms ledige i job. René er i dag bestyrelsesformand i virksomheden.
Fra 2013 til 2018 har René la Cour Sell været til formand for bestyrelsen for den socialøkonomiske virksomhed Settlementet på Vesterbro. I 2017 stiftede René la Cour Sell den socialøkonomiske virksomhed Roskilde SØV. Roskilde Festival Fonden donerede startkapitalen på 350.000,-kroner. René la Cour Sell er formand for bestyrelsen.
René la Cour Sell har siden 2017 været bestyrelsesformand for den Erhvervsdrivende Fond RUIB (Roskilde Universitets Internationale Boligfond.) Ligesom han er medlem af bestyrelsen for Højskolen Marielyst og de selvejende institutioner Roskilde Hvile, Ravnsholt og Himmelev Bygade.
I 2015 tiltrådte René la Cour Sell som direktør for Roskilde Kongrescenter.